# Портри
Портри́ (англ. Portree, гэльск. Port Rìgh) — город в Шотландии, самый крупный из населённых пунктов острова Скай и его столица. Рыболовецкий порт.

## Население
По состоянию на 2020 год — 2 310 человек.

## Археология
Археологические исследования, проведённые компанией CFA Archaeology в 2006—2007 годах перед строительством жилого комплекса, выявили свидетельства заселения Портри с раннего бронзового века до средневековья (согласно радиоуглеродному датированию самая ранняя дата — 2570 год до н. э., самая поздняя — 1400 год н. э.). Также были обнаружены каменные орудия, свидетельствующие о том, что люди жили в этом районе в раннем и среднем неолите, а возможно, и в позднем мезолите.
Археологи обнаружили остатки деревянных круглых домов, круговое ограждение в виде канавы. Несмотря на то, что артефактов было найдено не так уж и много, было обнаружено собрание колоколовидных кубков. Это первая находка на острове Скай, относящаяся к позднему бронзовому веку.